# Microkayla iatamasi
Microkayla iatamasi es una especie de anfibio anuro de la familia Craugastoridae. Es endémica del parque nacional Carrasco en el departamento de Cochabamba, Bolivia. Habita en bosque nublado y páramos altoandinos entre los 2600 y 4200 metros de altitud.